# Réserve naturelle de Fokstumyra
La réserve naturelle de Fokstumyra est une réserve naturelle norvégienne située dans la commune de Dovre, au nord-est de Dombås. La réserve naturelle a  le statut de site ramsar, en raison de son importance pour la migration et la nidification des oiseaux des milieux humides.
La zone a été protégé en 1923, en réaction à la construction de la Ligne de Dovre qui avait déjà touché des espaces naturels intacts. Cette zone a vu son niveau de protection s'élever lorsqu'elle a été déclarée réserve naturelle en 1969. Fokstumyra est  principalement constituée de marais, et située à 940–960 m au-dessus du niveau de la mer, soit juste en dessous de la limite des arbres. La réserve naturelle couvrait au départ un espace de 7,5 km2 de terres, cet espace est passé à 18,2 km2 en 2002.